# Karl von Hänisch
Karl Heinrich Eduard von Hänisch (Unruhstadt, 25. travnja 1861. -  Blakenburg, 27. ožujka 1921.) je bio njemački general i vojni zapovjednik. Tijekom Prvog svjetskog rata bio je načelnik stožera 7. armije, te je zapovijedao XIV. korpusom na Zapadnom bojištu.

## Vojna karijera
Karl von Hänisch je rođen 25. travnja 1861. u Unruhstadtu. Sin je Carla von Hänischa, inače istaknutog generala konjice pruske vojske, i Laure von Hänisch rođ. Hippel. U prusku vojsku stupio je u travnju 1879. služeći u 4. gardijskoj grenadirskoj pukovniji "Königin" u Koblenzu. Od listopada 1884. pohađa Prusku vojnu akademiju na kojoj diplomira u lipnju 1888. nakon čega se vraća na službu u 4. gardijsku grenadirsku pukovniju. U lipnju 1888. promaknut je u čin poručnika, nakon čega je u rujnu premješten na službu u 60. pješačku brigadu u Metz gdje obnaša dužnost pobočnika. Od ožujka 1890. služi u Glavnom stožeru u Berlinu, da bi u ožujku 1891. bio premješten na službu u stožer VIII. korpusa u Koblenz. Tijekom službe u stožeru VIII. korpusa, u rujnu 1891., unaprijeđen je u čin satnika. Od kolovoza 1894. služi u 76. pješačkoj pukovniji u Hamburgu gdje zapovijeda satnijom, da bi u listopadu 1896. bio upućen na službu u stožer 29. pješačke divizije. U stožeru navedene divizije služi do rujna 1899. kada je premješten u stožer XV. korpusa sa sjedištem u Strasbourgu. U međuvremenu je, u listopadu 1897., promaknut u čin bojnika.
U siječnju 1902. imenovan je zapovjednikom bojne u 4. tirinškoj pješačkoj pukovniji. Navedenu dužnost obnaša do travnja 1904. kada je unaprijeđen u čin potpukovnika, te istodobno imenovan načelnikom stožera I. korpusa sa sjedištem u Königsbergom kojim je zapovijedao Colmar von der Goltz. Potom je u siječnju 1907. ponovno promaknut u čin pukovnika, te imenovan zapovjednikom bojne u 4. tirinškoj pješačkoj pukovniji koju dužnost je već obnašao od 1902. do 1904. U rujnu 1908. postaje zapovjednikom 5. gardijske grenadirske pukovnije u Spandauu, koju dužnost obnaša iduće dvije godine, do listopada 1910., kada je imenovan zapovjednikom 4. gardijske pješačke brigade u Berlinu. U siječnju 1911. unaprijeđen je u čin general bojnika, da bi u siječnju 1913. bio imenovan glavnim inspektorom Vojnog transporta. U ožujku 1913. promaknut je u čin general poručnika.

## Prvi svjetski rat
Na početku Prvog svjetskog rata Hänisch je imenovan načelnikom stožera 7. armije kojom je na Zapadnom bojištu zapovijedao Josias von Heeringen. U sastavu 7. armije sudjeluje u Bitci kod Mulhousea, Bitci u Loreni i Prvoj bitci na Aisnei. U ožujku 1915. imenovan je zapovjednikom XIV. korpusa zamijenivši na tom mjestu Theodora von Wattera. Navedeni korpus držao je dio linije bojišta oko Arrasa, te je zapovijedajući navedenim korpusom Hänisch uspješno odbio francuski napad u Drugoj bitci u Artoisu. Potom u rujnu i listopadu sudjeluje u jesenjim bitkama u Champagni.
U kolovozu 1916. zbog zdravstvenih problema morao je napustiti mjesto zapovjednika XIV. korpusa na kojem mjestu ga je zamijenio Martin Chales de Beaulieu. Nakon oporavka, u studenom 1916., imenovan je zamjenikom zapovjednika X. korpusa sa sjedištem stožera u Hannoveru.

## Poslije rata
Kada je izbila pobuna mornara u Kielu suprotstavila su mu se samo dva njemačka generala, od kojih je jedan bio Hänisch tada smješten u Hannoveru. 
Karl von Hänisch je preminuo 27. ožujka 1921. u 60. godini života u Blakenburgu Od lipnja 1885. je bio oženjen s Elly Schroeder s kojom je imao dva sina i dvije kćeri. 

## Vanjske poveznice
(eng.) Karl von Hänisch na stranici Prussianmachine.com

(njem.) Karl von Hänisch na stranici Deutsche-kriegsgeschichte.de